# Banchetto dei Cinque Re
Il Banchetto dei Cinque Re (Banquet of the Five Kings) fu un incontro nel 1363, organizzato da Sir Henry Picard, ex-Lord Mayor di Londra, nel suo maniero.
All'incontro parteciparono:
- Pietro I di Cipro
- Edoardo III di Inghilterra
- Davide II di Scozia
- Giovanni II di Francia
- Valdemaro IV di Danimarca

La società cipriota KEO ha creato un brandy per ricordare l'evento (il Five Kings).